# Sikorzyce (województwo zachodniopomorskie)
Sikorzyce – osada w północno-zachodniej Polsce, położona w województwie zachodniopomorskim, w powiecie kołobrzeskim, w gminie Gościno.
Według danych z 30.06.2014 osada miała 8 stałych mieszkańców.
Sikorzyce współtworzą "Sołectwo Ramlewo".